# تايلر جونستون
تايلر جونستون هو ممثل كندي، ولد في 14 يونيو 1987 في كندا.

## أعمال

### مسلسلات
- في

## وصلات خارجية
- تايلر جونستون على موقع IMDb (الإنجليزية)
- تايلر جونستون على موقع ألو سيني (الفرنسية)
- تايلر جونستون على موقع أول موفي (الإنجليزية)
- تايلر جونستون على موقع قاعدة بيانات الفيلم (الإنجليزية)
- تايلر جونستون على موقع كينوبويسك (الروسية)